# Brooklyn Cyclones
Brooklyn Cyclones es un equipo de béisbol de ligas menores de clasificación "A" de temporada corta de la Liga de Nueva York - Penn, afiliado a los Mets de Nueva York. Juegan en el estadio KeySpan, cercano a Coney Island. En el 2005 se convirtió en socio de la Escuela Superior de Gestión Deportiva, una nueva y pequeña escuela ubicada en la cuadra de KeySpan Park, en la Calle 19 Oeste y Mermaid Ave.

## Historia
En 1999, el alcalde de Nueva York, Rudolph Giuliani, anunció un acuerdo para llevar dos pequeños equipos de la liga de béisbol a los barrios exteriores de la ciudad. Esto incluía la construcción de un nuevo estadio para los Yankees en Staten Island y otro equipo, todavía sin nombre, para jugar en Coney Island. Para ponerle el nombre se realizó un concurso [cita requerida], del que salió ganador Cyclones, nombre de la famosa montaña rusa Cyclone, del cercano parque de diversiones Astroland en Coney Island. 
El nombre original del equipo era St. Catharines Ontario, en honor al St. Catharines Stompers, club de New York - Penn Liga en 1986. Fue vendido en 1995 y comprado por inversionistas locales [cita requerida], como el exjugador de los Toronto Blue Jays, Ernie Whitt. En 1999 el equipo se compró y se mudó a Brooklyn. Jugó la temporada 2000 en el St. John's University de Jamaica, del barrio de Queens. Durante este periodo, el club fue conocido como el "Queens Reyes". 
En 2001 el nuevo estadio se terminó [cita requerida]. No ha salido ningún jugador profesional de béisbol en el municipio, ya que los Dodgers habían dejado Ebbets Field de California [cita requerida]. El equipo resultó tan popular que se añadieron asientos nuevos unas tres semanas después del día de apertura. 
Los Cyclones tienen dos mascotas: Sandy Seagull y Pee-wee. Sandy es la principal mascota, y ha estado con el equipo desde 2001. Pee-wee llegó en 2003 es el hijo de Sandy. La primera mascota recibió su nombre por el lanzador de Los Ángeles Dodgers, Sandy Koufax. Pee-Wee rinde homenaje al campocorto Pee Wee Reese, de los Dodgers. En la temporada 2001-2002 Sandy estuvo patrocinado por Radio Shack. Desde 2003 hasta la actualidad, Sandy está patrocinado por el Banco de Ahorros Astoria. Pee-wee, por otra parte, fue auspiciado por el Hospital Coney Island desde 2003 a 2005. En la actualidad Pee-Wee no tiene patrocinador.   
En 2006 se presentó una nueva mascota con forma de pelícano [cita requerida]. Estaría en el campo una o dos veces por juego. Hubo un concurso para darle nombre, pero no hubo participación [cita requerida]. La temporada siguiente dejó de aparecer. 
Los Cyclones lograron el mejor récord de la liga en la primera jornada: 52-24. Derrotaron a los Yankees de Staten Island por 2 juegos a 1 [cita requerida]. Ganaron la serie contra Crosscutters Williamsport el 9 de septiembre. El 11 de septiembre iban a tener el último partido de la temporada, pero debido a los atentados del 11-S se canceló la liga, y se declararon co-campeones Williamsport y Brooklyn [cita requerida]. 
En 2003 fueron ganadores de la división McNamara [cita requerida].  
El primer jugador del equipo que llegó a jugar en las Ligas Mayores fue el guardacampo Dany García [cita requerida], que debutó con los Mets de Nueva York el 2 de septiembre de 2003. En ese partido ganaron 3-1 a los Bravos de Atlanta en el Shea Stadium. En abril de 2006 Brian Bannister [cita requerida] se convirtió en el primer lanzador de  los Cyclones en debutar con los Mets, en un partido contra los Nacionales de Washington en el Shea. Scott Kazmir jugó en los Mets [cita requerida] y jugó con los Brooklyn en 2002. Debutó en la ML con Tampa Bay Rays en 2004. Joe Smith  jugó con los Mets en 2007 [cita requerida], pero en su primer partido no logró anotar contra los Cardenales de San Luis. 
El 20 de julio de 2006, los Cyclones y los Oneonta Tigers jugaron el partido más largo de la historia de la New York-Penn League [cita requerida], un maratón de 26 entradas que los Cyclones perdieron 6-1. El partido tomó 6 horas y 40 minutos. Los Cyclones anotaron la primera carrera carrera en la primera entrada; Oneonta empató el juego en el cuarto, hasta que de nuevo anotaron cinco carreras en la parte alta de la 26 ª. El entrenador de los Cyclones, George Greer, fue expulsado en la primera entrada, por intentar forzar una jugada en la segunda base [cita requerida].
El 7 de septiembre de 2007, durante la última temporada regular de juego (una victoria 5-4 sobre el Lowell Spinners), los Brooklyn Cyclones establecieron el récord de asistencia, con 10.073 espectadores, 2.573 personas más de capacidad que la que había en 2001 [cita requerida].